# Dicranolepis grandiflora
Dicranolepis grandiflora är en tibastväxtart som beskrevs av Adolf Engler. Dicranolepis grandiflora ingår i släktet Dicranolepis och familjen tibastväxter. Inga underarter finns listade i Catalogue of Life.